# Vicia ramuliflora
Vicia ramuliflora är en ärtväxtart som först beskrevs av Carl Maximowicz, och fick sitt nu gällande namn av Jisaburo Ohwi. Vicia ramuliflora ingår i släktet vickrar, och familjen ärtväxter. Inga underarter finns listade i Catalogue of Life.